# Милан Петровић (правник)
Др Милан Петровић (Шабац, 31. јануар 1947) истакнути је професор у пензији Управног права, Науке о управљању са правном информатиком, Посебног управног права, Великих правних система и Црквеног права на Правном факултету Универзитета у Нишу
Дипломирао је на Правном факултету у Београду 1969. године. Магистарску тезу под називом Имисије у приватном праву, одбранио је на Правном факултету у Београду 1973. године. Докторску дисертацију на тему Правна везаност и оцена целисходности у теорији јавног права одбранио је на Правном факултету у Београду, 1979. године.
По одслужењу војног рока 1969/70. године, од 1970. до 1982. године радио је у Институту за упоредно право у Београду, најпре као асистент, а затим као научни сарадник. У исто време радио је као асистент на Правном факултету у Београду на предмету Римско право са скраћеним радним временом. 
На Правном факултету у Нишу ради од 1982. године. За доцента за предмет Политички систем на Правном факултету у Нишу, др Милан Петровић изабран је 1983. године. У звање редовног професора изабран је 1994. године. 
У својој професионалној каријери, др Милан Петровић објавио је 14 уџбеника, 41 монографску публикацију, 95 чланка. Учествовао је на пројекту Право заштите човекове средине (Правни факултет Универзитета у Нишу). Током своје професионалне каријере боравио је на стручном усавршавању на Faculté internationale de droit comparé у Стразбуру, Француска.